# Теруанн
Теруа́нн (фр. Thérouanne) — муніципалітет у Франції, у регіоні О-де-Франс, департамент Па-де-Кале. Населення — 1109 осіб (01.01.2021).
Муніципалітет розташований на берегах річки Лис, на відстані близько 200 км на північ від Парижа, 60 км на захід від Лілля, 55 км на північний захід від Арраса.

## Історія
У античні часи вважався столицею кельтського племені моринів, одного з племен белгів.
Згідно з легендою, записаною у "Історії бритів" Джофрі Монмутського, у місті похований після героїчної загибелі один із соратників Короля Артура - Холдінус, король кельтського племені рутенів.
Бл. 639 р. святий Отмар зробив Теруан центром єпископії, яка охоплювала лівобережжя р. Шельда. З числа місцевих єпископів два — Фольквін и Гумфрід — були причислені Римсько-католицькою церквою до лику святих.  Теруанський собор був у свій час найвмісткішим у Франції.
У 1553 р. місто після облоги взяв і зрівняв із землею Карл V Габсбург. Після цього удару Теруан вже не оправився; а через знищення собору була ліквідована єпископія.

## Демографія
Динаміка населення (base Cassini de l'EHESS pour les nombres retenus jusque 1962, base Insee à partir de 1968 (population sans doubles comptes puis population municipale à partir de 2006) ·  ):
Розподіл населення за віком та статтю (2006):
| Стать | Всього | До 15 років | 15-24 | 25-44 | 45-64 | 65-85 | Понад 85 |
| --- | ------ | ----------- | ----- | ----- | ----- | ----- | -------- |
| Чоловіки | 532    | 104         | 36    | 148   | 148   | 88    | 8        |
| Жінки | 520    | 76          | 40    | 128   | 152   | 104   | 20       |
| \| Статево-вікова піраміда \| Статево-вікова піраміда \| Статево-вікова піраміда \| \| ----------------------- \| ----------------------- \| ----------------------- \| \| Чоловіки \| Вік \| Жінки \| \| 8 \| 85 + \| 20 \| \| 20 \| 80-84 \| 12 \| \| 8 \| 75-79 \| 20 \| \| 28 \| 70-74 \| 36 \| \| 32 \| 65-69 \| 36 \| \| 40 \| 60-64 \| 40 \| \| 52 \| 55-59 \| 60 \| \| 20 \| 50-54 \| 24 \| \| 36 \| 45-49 \| 28 \| \| 20 \| 40-44 \| 16 \| \| 48 \| 35-39 \| 36 \| \| 32 \| 30-34 \| 40 \| \| 48 \| 25-29 \| 36 \| \| 20 \| 20-24 \| 12 \| \| 16 \| 15-20 \| 28 \| \| 32 \| 10-14 \| 20 \| \| 44 \| 5-9 \| 36 \| \| 28 \| 0-4 \| 20 \| |        |             |       |       |       |       |          |
| Статево-вікова піраміда |        |             |       |       |       |       |          |
| Чоловіки | Вік    | Жінки       |       |       |       |       |          |
| 8 | 85 +   | 20          |       |       |       |       |          |
| 20 | 80-84  | 12          |       |       |       |       |          |
| 8 | 75-79  | 20          |       |       |       |       |          |
| 28 | 70-74  | 36          |       |       |       |       |          |
| 32 | 65-69  | 36          |       |       |       |       |          |
| 40 | 60-64  | 40          |       |       |       |       |          |
| 52 | 55-59  | 60          |       |       |       |       |          |
| 20 | 50-54  | 24          |       |       |       |       |          |
| 36 | 45-49  | 28          |       |       |       |       |          |
| 20 | 40-44  | 16          |       |       |       |       |          |
| 48 | 35-39  | 36          |       |       |       |       |          |
| 32 | 30-34  | 40          |       |       |       |       |          |
| 48 | 25-29  | 36          |       |       |       |       |          |
| 20 | 20-24  | 12          |       |       |       |       |          |
| 16 | 15-20  | 28          |       |       |       |       |          |
| 32 | 10-14  | 20          |       |       |       |       |          |
| 44 | 5-9    | 36          |       |       |       |       |          |
| 28 | 0-4    | 20          |       |       |       |       |          |

## Економіка
2010 року серед 700 осіб працездатного віку (15—64 років) 483 були активними, 217 — неактивними (показник активності 69,0%, у 1999 році було 64,8%). З 483 активних мешканців працювало 430 осіб (251 чоловік та 179 жінок), безробітними було 53 (18 чоловіків та 35 жінок). Серед 217 неактивних 53 особи були учнями чи студентами, 86 — пенсіонерами, 78 були неактивними з інших причин.

У 2010 році в муніципалітеті числилось 441 оподатковане домогосподарство, у яких проживали 1070,0 особи, медіана доходів виносила 17 168,5 євро на одного особоспоживача